# Muddatanur, Siruguppa
Muddatanur là một làng thuộc tehsil Siruguppa, huyện Bellary, bang Karnataka, Ấn Độ.